# Championnat du Kirghizistan de football 2002
Navigation
Saison précédente Saison suivante
La saison 2002 du Championnat du Kirghizistan de football est la onzième édition de la première division au Kirghizistan. Les dix clubs engagés sont regroupés au sein d'une poule unique où ils s'affrontent deux fois, à domicile et à l'extérieur. En fin de saison, pour permettre le passage du championnat à dix-huit clubs, il n'y a pas de relégation et huit équipes de deuxième division sont promues.
C'est le SKA-PVO Bichkek, double tenant du titre, qui remporte à nouveau la compétition cette saison après avoir terminé en tête du classement final, avec cinq points d'avance sur le Zhashtyk Ak Altyn Kara-Suu et neuf sur le Dordoi Naryn. C'est le cinquième titre de champion du Kirghizistan de l'histoire du club, qui réussit un troisième double consécutif en battant le Zhashtyk en finale de la Coupe du Kirghizistan.

## Les clubs participants
- SKA-PVO Bichkek
- Dinamo UVD Och
- Dordoi Naryn
- FK Kyzyl-Kiya
- FC RUOR-Guardia Bichkek - Promu de D2
- Ak Bula Aravan - Promu de D2
- Kara-Shoro Uzgen - Promu de D2
- Zhashtyk Ak Altyn Kara-Suu
- Dinamo Bichkek
- FK Djalalabad

## Compétition
Le barème de points servant à établir le classement se décompose ainsi :
- Victoire : 3 points
- Match nul : 1 point
- Défaite : 0 point

### Classement
| Rang | Équipe                     | Pts | J  | G  | N | P  | Bp | Bc | Diff |
| ---- | -------------------------- | --- | -- | -- | - | -- | -- | -- | ---- |
| 1    | SKA-PVO Bichkek'T'C        | 48  | 18 | 15 | 3 | 0  | 47 | 11 | +36  |
| 2    | Zhashtyk Ak Altyn Kara-Suu | 43  | 18 | 14 | 1 | 3  | 46 | 17 | +29  |
| 3    | Dordoi Naryn               | 39  | 18 | 12 | 3 | 3  | 43 | 13 | +30  |
| 4    | Dinamo UVD Och             | 32  | 18 | 10 | 2 | 6  | 33 | 18 | +15  |
| 5    | Dinamo Bichkek             | 28  | 18 | 8  | 4 | 6  | 24 | 18 | +6   |
| 6    | FK Djalalabad              | 19  | 18 | 5  | 4 | 9  | 27 | 35 | -8   |
| 7    | FC RUOR-Guardia BichkekP   | 15  | 18 | 4  | 3 | 11 | 16 | 33 | -17  |
| 8    | FK Kyzyl-Kiya              | 14  | 18 | 3  | 5 | 10 | 25 | 40 | -15  |
| 9    | Ak Bula AravanP            | 11  | 18 | 3  | 2 | 13 | 23 | 48 | -25  |
| 10   | Kara-Shoro UzgenP          | 6   | 18 | 1  | 3 | 14 | 10 | 61 | -51  |

|  | Champion du Kirghizistan 2002                                                 |
|  | Retrait du championnat en fin de saison                                       |
|  | T : Tenant du titre C : Vainqueur de la Coupe du Kirghizistan P : Promu de D2 |

## Bilan de la saison
| Championnat du Kirghizistan de football 2002 |                            |
| Champion                                     | SKA-PVO Bichkek (5e titre) |
| Coupes et trophées                           |                            |
| Vainqueur de la Coupe du Kirghizistan 2002   | SKA-PVO Bichkek            |
| Promotions et relégations                    |                            |
| Promus en Vysshaya Liga                      | 10 clubs                   |
| Relégués en Deuxième division                | FK Kyzyl-Kiya (retrait)    |